# Gourdon (Lot)
Gourdon je francouzská obec v departementu Lot v regionu Midi-Pyrénées. V roce 2009 zde žilo 4 622 obyvatel. Je centrem arrondissementu Gourdon.